# The Geese & the Ghost
The Geese & the Ghost (с англ. — «Гуси и призрак») — дебютный сольный альбом британского музыканта Энтони Филлипса, участника группы Genesis с 1967 по 1970 годы. Издан в марте 1977 года лейблом Hit & Run Music (Великобритания) и Passport Records (США). В работе над альбомом принимало участие много музыкантов, в том числе, несколько членов группы Genesis. Альбом достиг позиции 191 в Billboard 200. В 1990, 2007, 2008 и 2015 переиздавался с добавлением бонус-треков (издание 2015 года вышло на двух CD).

## Об альбоме
Запись альбома происходила в период с октября 1974 по ноябрь 1976, релиз состоялся в марте 1977. В записи приняли участие бывшие коллеги Филлипса по группе Genesis: Майк Резерфорд (играл на гитарах и других инструментах), Фил Коллинз (вокал которого можно услышать на нескольких композициях), а также Джон Хэкетт (брат Стива Хэкетта) и много других музыкантов. Стиль этого альбома напоминает последнюю работу Филлипса в составе Genesis — Trespass, а также следующий за ним Nursery Cryme.
По словам музыкального критика Брюса Эдера (Bruce Eder), «… Большая часть этой записи звучит как «потерянный альбом» Genesis, что понятно, так как Фил Коллинз много поёт, а Майкл Резерфорд играет на гитаре, бас-гитаре и клавишных, а также участвует в композиции основных частей этого альбома. Часть материала здесь, похоже, была получена из произведений, которые они сочинили в первые дни Genesis, но сочли неподходящими для исполнения на сцене. Таким образом, The Geese & the Ghost является своего рода возвращением туда, где Trespass или Nursery Cryme остановились почти шесть лет назад».

## Список композиций

### Сторона А
| №  | Название | Автор(ы)                  | Длительность |
| -- | --- | ------------------------- | ------------ |
| 1. | «Wind-Tales» | Anthony Phillips          | 1:02         |
| 2. | «Which Way the Wind Blows» | Phillips                  | 5:51         |
| 3. | «Henry: Portraits from Tudor Times" - (i) "Fanfare" - (ii) "Lute's Chorus" - (iii) "Misty Battlements" - (iv) "Henry Goes to War" - (v) "Death of a Knight" - (vi) "Triumphant Return» | Phillips, Mike Rutherford | 12:11        |
| 4. | «God If I Saw Her Now» | Phillips                  | 4:09         |

### Сторона Б
| №  | Название                                      | Автор(ы)             | Длительность |
| -- | --------------------------------------------- | -------------------- | ------------ |
| 1. | «Chinese Mushroom Cloud»                      | Phillips, Rutherford | 0:46         |
| 2. | «The Geese and the Ghost" - Part I - Part II» | Phillips, Rutherford | 15:40        |
| 3. | «Collections»                                 | Phillips             | 3:07         |
| 4. | «Sleepfall: The Geese Fly West»               | Phillips             | 4:33         |

### Бонус-треки издания 2015 года
| №   | Название | Автор(ы)             | Длительность |
| --- | --- | -------------------- | ------------ |
| 1.  | «Master of Time (Demo)» | Phillips             | 7:38         |
| 2.  | «Title Inspiration» | Phillips, Rutherford | 0:34         |
| 3.  | «The Geese and the Ghost – Part One (Basic Track)» | Phillips, Rutherford | 7:48         |
| 4.  | «Collections Link» | Phillips             | 0:42         |
| 5.  | «Which Way the Wind Blows (Basic Track)» | Phillips             | 6:28         |
| 6.  | «Silver Song (Geese Sessions Version)» | Phillips, Rutherford | 4:25         |
| 7.  | «Henry: Portraits from Tudor Times (Basic Version)" - (i) "Fanfare" - (ii) "Lute's Chorus" - (iii) "Lute's Chorus Reprise" - (iv) "Misty Battlements» | Phillips, Rutherford | 5:40         |
| 8.  | «Collections (Demo)» | Phillips             | 4:18         |
| 9.  | «The Geese and the Ghost – Part Two (Basic Track)» | Phillips, Rutherford | 7:33         |
| 10. | «God If I Saw Her Now (Basic Track)» | Phillips             | 4:20         |
| 11. | «Sleepfall (Basic Track)» | Phillips             | 4:26         |
| 12. | «Silver Song (Unreleased Single Version, 1973)» | Phillips, Rutherford | 4:16         |
| 13. | «Only Your Love (1973)» | Phillips, Rutherford | 3:09         |

## Участники записи
- Энтони Филлипс – гитары (акустические 12- и 6-струнная, классическая, электрические  12- и 6-струнная), бас-гитара, dulcimer, бузуки, синтезатор, меллотрон, фисгармония, фортепиано, орган, челеста, pin piano, ударные, колокольчики, тимбал, гонг, вокал на "Collections" and "Master of Time (Demo)"
- Майк Резерфорд – акустические 12- и 6-струнная, классическая гитары, бас-гитара, орган, ударные, тимбал, цымбалы, колокольчики
- Фил Коллинз – вокал на "Which Way the Wind Blows", "God If I Saw Her Now" и "Silver Song"
- Rob Phillips – гобой на "The Geese and the Ghost" и "Sleepfall: The Geese Fly West"
- Lazo Momulovich – гобой, английский рожок на "Henry: Portraits from Tudor Times" and "The Geese and the Ghost"
- Джон Хэкетт – флейта на "God If I Saw Her Now", "Collections" и "Sleepfall: The Geese Fly West"
- Wil Sleath – флейты на "Henry: Portraits from Tudor Times"
- Jack Lancaster – флейта, lyricon на "Sleepfall: The Geese Fly West"
- Charlie Martin – виолончель на "Chinese Mushroom Cloud" и "The Geese and the Ghost"
- Kirk Trevor – виолончель на "Chinese Mushroom Cloud" и "The Geese and the Ghost"
- Nick Hayley (with "friend") – скрипка на "The Geese and the Ghost"
- Martin Westlake – литавры на "Henry: Portraits from Tudor Times", "Chinese Mushroom Cloud" и "The Geese and the Ghost"
- Tom Newman – геккельфон, bulk eraser на "Master of Time" (Demo)
- Vivienne McAuliffe – вокал на "God If I Saw Her Now"
- Send Barns Orchestra
- Jeremy Gilbert – дирижёр
- Barge Rabble – голоса нескольких друзей
- Ralph Bernascone – соло
- David Thomas – классическая гитара на "Master of Time" (Demo)
- Ronnie Gunn – фисгармония, фортепиано на "Master of Time" (Demo)